# Batocera sentis
Batocera sentis là một loài bọ cánh cứng trong họ Cerambycidae.